# Olympische Sommerspiele 1956/Teilnehmer (Guyana)
| Gelbes Symbol für Goldmedaillen mit stilisierten Olympischen Ringen | Graues Symbol für Silbermedaillen mit stilisierten Olympischen Ringen | Braundes Symbol für Bronzemedaillen mit stilisierten Olympischen Ringen |
| ------------------------------------------------------------------- | --------------------------------------------------------------------- | ----------------------------------------------------------------------- |
| —                                                                   | —                                                                     | —                                                                       |

Britisch-Guyana, das heutige Guyana, nahm an den Olympischen Sommerspielen 1956 im australischen Melbourne mit einer Delegation von vier Sportlern, drei Männer und eine Frau, an sechs Wettkämpfen in zwei Sportarten teil.
Es war die dritte Teilnahme Guyanas an Olympischen Sommerspielen.

## Teilnehmer nach Sportarten

### Gewichtheben
Herren
- Winston McArthur
  - Mittelgewicht

Finale: 352,5 kg, Rang elf
Militärpresse: 100,0 kg, Rang zwölf
Reißen: 112,5 kg, Rang sechs
Stoßen: 140,0 kg, Rang elf

- Henry Swain
  - Bantamgewicht

Finale: 272,5 kg, Rang 13
Militärpresse: 80,0 kg, Rang zwölf
Reißen: 82,5 kg, Rang zwölf
Stoßen: 110,0 kg, Rang 13

### Leichtathletik
Damen
- Claudette Masdammer
  - 100 Meter Lauf

Runde eins: ausgeschieden in Lauf sechs (Rang fünf), 12,7 Sekunden (handgestoppt), 12,87 Sekunden (automatisch gestoppt)
  - 200 Meter Lauf

Runde eins: ausgeschieden in Lauf vier (Rang vier), 25,4 Sekunden (handgestoppt), 25,73 Sekunden (automatisch gestoppt)

Herren
- Oliver Hunter
  - 100 Meter Lauf

Runde eins: ausgeschieden in Lauf zehn (Rang fünf), 11,1 Sekunden (handgestoppt), 11,22 Sekunden (automatisch gestoppt)
  - 200 Meter Lauf

Runde eins: ausgeschieden in Lauf vier (Rang vier), 22,4 Sekunden (handgestoppt), 22,54 Sekunden (automatisch gestoppt)